# Cuestalonga
Cuestalonga (en asturiano y oficialmente: Cuestaḷḷonga) es una casería que pertenece a la parroquia de Cerredo en el concejo de Tineo (Principado de Asturias). Se encuentra a 505 m s. n. m. y está situada a 19 km de la capital del concejo, la villa de Tineo. 

## Población
Es una población deshabitada desde 2001, último año en el que tuvo población censada (INE, 2001) que estaba repartida en un total de 7 viviendas (INE, 2010).